# Ryma Sheermohammadi
Ryma Sheermohammadi   (Aràbia Saudita, 1971) és una intèrpret, traductora i activista saudita de pares iranians, practicants del culte bahà'í. Resideix a Barcelona des del 1986.
Ha treballat d'intèrpret per a les Nacions Unides i també per a personalitats com Shirin Ebadi, la primera dona musulmana en guanyar el Premi Nobel de la Pau. Ha traduït obres d'escriptors com Mahvash Sábet o Abbas Kiarostami, portant-los al català i castellà. També ha mostrat el seu activisme combatiu contra el fonamentalisme islàmic, com va succeir després de la tortura i assassinat de Mahsà Aminí a mans de la policia iraniana, una tasca que li ha valgut rebre amenaces.
A Barcelona, ha dut a terme programes dirigits als presos de Wad-Ras i Quatre Camins. També ha protagonitzat conferències i ha col·laborat amb mitjans de comunicació per la seva condició d'experta sobre la política iraniana i la situació de la dona en aquest país asiàtic.
Ryma Sheermohammadi va ser una de les homenatjades per l'Ajuntament de Barcelona en la campanya Ciutat de Dones, el març de 2023.